# ديميتري يغوروف
ديميتري فيودوروفيتش يغوروف (بالروسية: Дми́трий Фёдорович Его́ров) هو عالم رياضيات روسي وسوفييتي. ولد في 22 دجنبر عام 1862 وتوفي في 10 شتنبر عام 1931. عرف أساسا بفضل مساهماته في الهندسة التفاضلية والتحليل الرياضي.

## طلبته
من بين طلبة يغوروف:
- بافل ألكسندروف
- نيكولاي لوزين
- إيفان بتروفسكي
- Ivan Privalov
- أدولف يوشكيڤيتش  [لغات أخرى]‏